# James Griffin Stadium
Le James Griffin Stadium (surnommé The Jimmy ou The Griff) est un stade de football américain situé à Saint Paul dans le Minnesota. Ouvert en 1930, il peut accueillir 4 367 spectateurs.
Depuis les années 1940, c'est le lieu des représentations sportives de la Central High School (en) et plus récemment de la Concordia University.
Ce fut le domicile du Minnesota Thunder de la Première division de la USL entre 2004 et 2008.